# وزارة الدفاع (المملكة المتحدة)
وزارة الدفاع (بالإنجليزية: Ministry of Defence)‏ هي وزارة في الحكومية البريطانية مسؤولة عن تنفيذ السياسة الدفاعية التي وضعتها حكومة المملكة المتحدة وهي المقر الرئيسي للقوات المسلحة البريطانية .
تذكر وزارة الدفاع أن أهدافها الرئيسية هي الدفاع عن المملكة المتحدة لبريطانيا العظمى وأيرلندا الشمالية ومصالحها وتعزيز السلام والاستقرار الدوليين. مع انهيار الاتحاد السوفيتي ونهاية الحرب الباردة، لم تتوقع وزارة الدفاع أي تهديد عسكري تقليدي قصير المدى؛ بل إنها حددت أسلحة الدمار الشامل والإرهاب الدولي والدول الفاشلة باعتبارها التهديدات المهيمنة على مصالح بريطانيا. تدير وزارة الدفاع أيضًا الإدارة اليومية للقوات المسلحة والتخطيط للطوارئ والمشتريات الدفاعية.

## الفريق الوزاري
الفريق الوزاري في وزارة الدفاع يتكون علي النحو التالي:
| وزير                 | مرتبة                                                       | محفظة |
| -------------------- | ----------------------------------------------------------- | --- |
| بن والاس النائب      | وزير الخارجية                                               | المسؤولية العامة للقسم. العمليات الاستراتيجية والاستراتيجية التشغيلية ، بما في ذلك كعضو في مجلس الأمن القومي ؛ التخطيط الدفاعي وتخصيص البرامج والموارد ؛ شراكات دولية استراتيجية: الولايات المتحدة وفرنسا وألمانيا والمملكة العربية السعودية والخليج وحلف شمال الأطلسي ؛ العمليات والسياسات والمنظمات النووية ؛ الاتصالات الاستراتيجية. |
| جيريمي كوين النائب   | وزير الدولة لمشتريات الدفاع                                 | تسليم خطة المعدات ؛ مشروع نووي صادرات الدفاع ابتكار؛ علوم وتكنولوجيا الدفاع بما في ذلك Dstl ؛ تكنولوجيا المعلومات الحاسوبية؛ مكتب اللوائح أحادي المصدر (SSRO) ؛ عقارات DIO والاستثمار ؛ البيئة والاستدامة |
| البارونة جولدي دي إل | وزير دولة لشؤون الدفاع (unpaid)                             | حوكمة الشركات بما في ذلك برنامج التحول ؛ خطة إدارة واحدة ، والإبلاغ عن المخاطر والصحة والسلامة والأمن ؛ العلاقات مع الاتحاد الأوروبي ، بما في ذلك خروج بريطانيا من الاتحاد الأوروبي (باستثناء التخطيط لعدم وجود صفقة) ؛ التعامل مع كبار ضباط الدفاع المتقاعدين وصناع رأي أوسع ؛ مراقبة الأسلحة ومكافحة الانتشار ، بما في ذلك تراخيص التصدير الاستراتيجي والأسلحة الكيميائية والبيولوجية ؛ المكتب الهيدروغرافي في المملكة المتحدة؛ برنامج الصك القانوني ؛ المشاركة الدفاعية لأستراليا وآسيا والشرق الأقصى ؛ الدفاع عن النار والإنقاذ. السلامة والأمن؛ سلطات اسكتلندا وويلز وأيرلندا الشمالية ؛ حطام السفن والمتاحف والتراث ؛ وزارة الدفاع والشرطة ؛ المراسلات الوزارية و PQs |
| جيمس هيبي النائب     | وكيل الوزارة البرلماني للقوات المسلحة                       | العمليات والسياسات القانونية التشغيلية ؛ خروج بريطانيا من الاتحاد الأوروبي بدون تخطيط للصفقة ؛ تكوين القوة (بما في ذلك التدريبات) ؛ سياسة التجنيد والاحتفاظ العسكريين (النظاميين والاحتياطيين) ؛ الإلكترونية؛ قواعد العمليات المشتركة الدائمة ؛ استراتيجية المشاركة الدفاعية الدولية ؛ قيادة المشاركة الدفاعية في أفريقيا وأمريكا اللاتينية ؛ الأمن الإنساني؛ التحقيقات والاستفسارات العامة التشغيلية ؛ الشباب والطلاب. الاحتفالات ، والواجبات الاحتفالية ، والاعتراف بالميداليات وسياسة البروتوكول ودراسات الحالة |
| جوني ميرسر النائب    | وكيل وزارة الدولة البرلماني لشؤون الدفاع والمحاربين القدامى | سياسة الموظفين المدنيين والخدمة ، ودفع القوات المسلحة ، والمعاشات والتعويضات ، وعهد القوات المسلحة ، وأسر الرفاه والخدمات ؛ المشاركة المجتمعية ، والمساواة ، والتنوع والشمول ، والمحاربون القدامى (بما في ذلك إعادة التوطين ، والانتقال ، والجمعيات الخيرية للدفاع ، ومجلس العهد الوزاري والمحاربين القدامى ، ومكتب شؤون المحاربين القدامى) ، والقضايا القديمة والاستفسارات والاستفسارات العامة غير التشغيلية ، والصحة العقلية ، والخدمات الطبية الدفاعية برنامج الأشخاص (استراتيجية المشاركة المرنة ونموذج السكن المستقبلي ونهج المؤسسة) ، وسياسة الإقامة العائلية لخدمة العقارات والمشاركة في الرعاية الاجتماعية يعمل مع مكتب مجلس الوزراء.                               |

## الإدارة العليا
السكرتير الدائم وكبار المسؤولين الآخرين يدعم الوزراء ورؤساء أركان الدفاع العديد من المستشارين العسكريين المدنيين والعلميين والمهنيين. الوكيل الدائم لوزارة الدفاع (المعروف عمومًا باسم السكرتير الدائم ) هو كبير موظفي الخدمة المدنية في وزارة الدفاع. يتمثل دورهم في التأكد من أنها تعمل بشكل فعال كإدارة حكومية وتتحمل المسؤولية عن الإستراتيجية والأداء والإصلاح والتنظيم والمالية لوزارة الدفاع. يعمل الدور بشكل وثيق مع رئيس أركان الدفاع في قيادة المنظمة ودعم الوزراء في تسيير الأعمال في الإدارة عبر مجموعة كاملة من المسؤوليات.
- الوكيل الدائم لوزارة الخارجية - ستيفن لوفجروف
- المدير المالي العام - تشارلي بات
- المدير العام للطاقة النووية - فانيسا نيكولز
- مدير عام السياسة الأمنية - دومينيك ويلسون
- مدير عام الاستراتيجية والدولية - انجوس لابسلي
- كبير المستشارين العلميين لوزارة الدفاع السيدة أنجيلا ماكلين
- كبير المستشارين العلميين في وزارة الدفاع (النووي) - البروفيسور روبن غرايمز
- عضو مجلس إدارة غير تنفيذي رئيسي - السير جيري جريمستون
- عضو مجلس الدفاع غير التنفيذي ورئيس لجنة تدقيق الدفاع - سيمون هنري
- عضو مجلس الدفاع غير التنفيذي ورئيس مجلس معدات الدفاع والدعم - بول سكينر
- عضو مجلس الدفاع غير التنفيذي ورئيس لجنة الشعب - دانوتا جراي

## الحوكمة والتنظيم الإداري

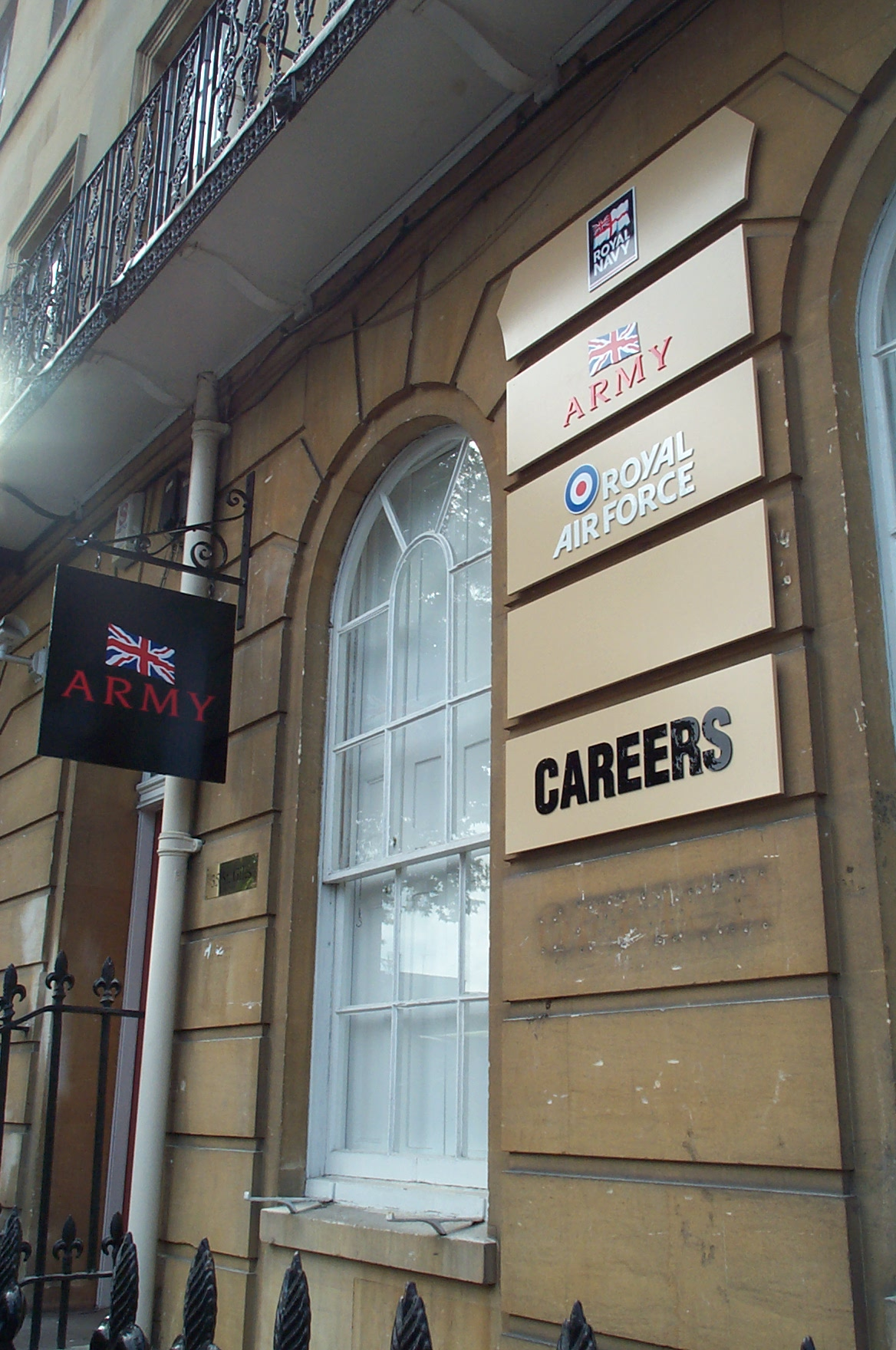
مكتب وظائف القوات المسلحة البريطانية في أكسفورد

### الحكم
يحكم وزارة الدفاع ويديرها عدة لجان.
- يوفر مجلس الدفاع الأساس القانوني الرسمي لإدارة الدفاع في المملكة المتحدة من خلال مجموعة من الصلاحيات المخولة له بموجب القانون. كما يرأسها وزير الخارجية وأعضاؤها وزراء وكبار الضباط وكبار المسؤولين المدنيين.[6][7]
- مجلس الدفاع هو مجلس الإدارة الرئيسي لوزارة الدفاع الذي يرأسه وزير الخارجية ويشرف على التوجيه الاستراتيجي والإشراف على الدفاع ، بدعم من لجنة موافقات الاستثمار ولجنة التدقيق ولجنة الأفراد. تتألف عضوية مجلس الإدارة من وزير الخارجية ، ووزير القوات المسلحة ، والأمين الدائم ، ورئيس ونائب رئيس أركان الدفاع ، ورئيس عتاد الدفاع ، والمدير العام للشؤون المالية ، وثلاثة أعضاء غير تنفيذيين في مجلس الإدارة.[7]
- المكتب الرئيسي وخدمات الشركات (HOCS) ، والذي يتكون من المكتب الرئيسي ومجموعة من وظائف دعم الشركات. لديها رئيسان مشتركان رئيس أركان الدفاع والسكرتير الدائم الذين هم حاملي TLB المشتركين لهذه الوحدة وهم مسؤولون عن توجيه حاملي TLB الآخرين.[7][8]

### تنظيم الأقسام
تخضع المجموعات التنظيمية التالية لسيطرة وزارة الدفاع.
ميزانيات المستوى الأعلى
تتألف وزارة الدفاع من خمس ميزانيات عالية المستوى. رئيس كل منظمة مسؤول بشكل شخصي عن أداء ونواتج منظمتهم الخاصة.
- قيادة البحرية - البحرية الملكية
- قيادة الجيش - الجيش البريطاني
- القيادة الجوية - سلاح الجو الملكي
- القيادة الاستراتيجية
- منظمة الدفاع النووي

كيان تجاري مفصل
- معدات الدفاع والدعم (DE&S)

الوكالات التنفيذية
- وكالة الإلكترونيات والمكونات الدفاعية (DECA)
- مختبر علوم وتكنولوجيا الدفاع (Dstl)
- المكتب الهيدروغرافي في المملكة المتحدة (UKHO) - يتمتع أيضًا بوضع صندوق تجاري .
- وكالة توصيل الغواصات (SDA) - تم إنشاؤها في أبريل 2017 وستعمل بكامل طاقتها بحلول أبريل 2018.[11]

الهيئات العامة التنفيذية غير الإدارية
- المتحف الوطني للبحرية الملكية
- متحف الجيش الوطني
- متحف سلاح الجو الملكي
- مكتب اللوائح ذو المصدر الواحد (SSRO)

الهيئات العامة الاستشارية غير الإدارية
- اللجنة الاستشارية المعنية بالمستنكفين ضميرياً
- المجموعة الاستشارية للطب العسكري
- هيئة مراجعة مرتبات القوات المسلحة
- لجنة السلامة النووية للدفاع
- مجموعة الخبراء الطبيين المستقلة
- المجلس الاستشاري الوطني لأصحاب العمل
- المجلس الاستشاري للبحوث النووية
- اللجنة الاستشارية العلمية المعنية بالآثار الطبية للأسلحة الأقل فتكًا
- اللجان الاستشارية للمحاربين القدامى والمعاشات

مجموعة استشارية مخصصة
- اللجنة الاستشارية المركزية للتعويضات